# Hexathele exemplar
Hexathele exemplar là một loài nhện trong họ Hexathelidae. Loài này phân bố ở Nieuw-Zeeland.